# Pterographium satnius
Pterographium satnius är en fjärilsart som beskrevs av Johan Wilhelm Dalman 1823. Pterographium satnius ingår i släktet Pterographium och familjen Riodinidae. Inga underarter finns listade.